# Шевченко, Владимир Гаврилович
Владимир Гаврилович Шевченко (12 марта 1922, Украинская ССР — 23 июля 2008, Санкт-Петербург) — советский и российский живописец, иллюстратор. Участник Великой Отечественной войны.

## Биография
Родился в 1922 году на Украине в семье крестьянина. Сразу после школы, в 1937 году, поступает в Луганское художественное училище. Его учителями были Н. А. Яблонский, Н. К. Левченко, А. А. Фильберт. Курс обучения не был пройден полностью — началась Великая Отечественная война. Владимир Гаврилович пошёл добровольцем и попал по распределению в автомобильный полк. По окончании службы он продолжил обучение в училище и окончил его дипломом с отличием.
В 1950 году в Ленинграде художник поступает на графический факультет института имени И. Е. Репина Академии художеств СССР. Во время учёбы он был учеником у таких признанных мастеров как: С. В. Приселкова, Л. Ф. Овсянникова, Ю. М. Непринцева, М. А. Таранова. Владимир Гаврилович был лучшим студентом на курсе и сталинским стипендиатом.
Член Ленинградского отделения Союза художников с 1962 года — ЛОСХ (СПСХ). Участник многих городских, зональных, всесоюзных и зарубежных выставок. Ветеран войны и труда. Участник IV—V съездов художников России. Участвовал в работе Совета ветеранов творческого союза.
Владимир Гаврилович был избран действительным членом Петровской Академии наук и искусств. Заслуги художника были отмечены почетной грамотой студии «Диафильм» (1970), дипломом участника Всероссийского конкурса искусств книги за книгу «Бородино» (1980), дипломом секретариата Правления Союза художников СССР за создание произведений на военно-патриотическую тему (1985), дипломом Союза художников России за успехи в творчестве и содействие развитию изобразительного искусства России (2003).
Владимир Гаврилович был женат, две дочери.

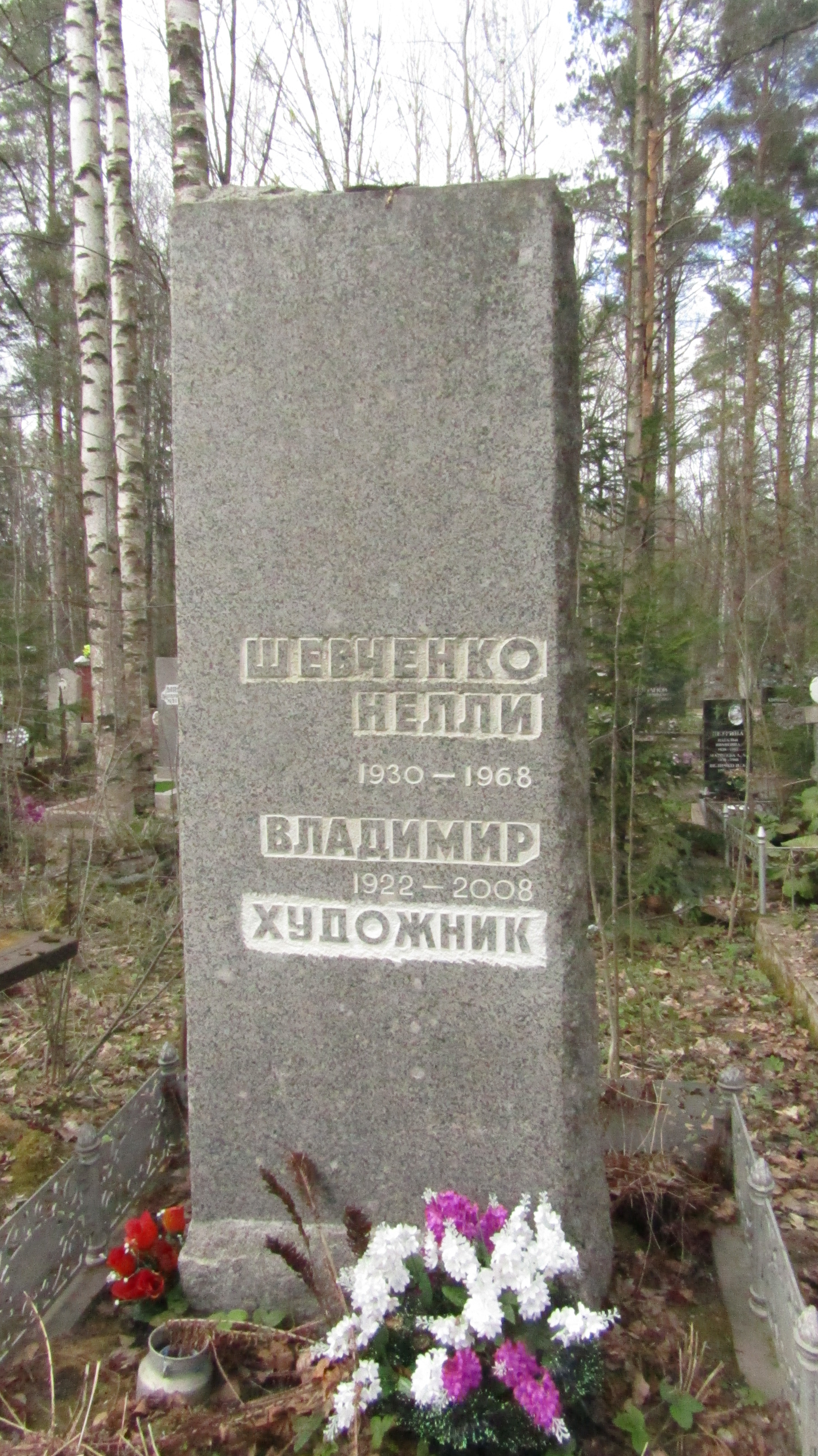
Могила Шевченко В. Г.

Владимир Гаврилович ушёл из жизни в 2008 году, в возрасте 86 лет.
Похоронен на Северном кладбище.

## Творчество
В летопись русской культуры он вошел в первую очередь как создатель книг для детей и юношества. Его первая книга вышла в издательстве «Детская литература» ещё в 1957 году. В ней принимал участие писатель Виталий Бианки, который писал тексты на тему рисунков, и с тех пор их знакомство переросло в крепкую дружбу. В 1957 году их совместная работа книга «Сюн и Кунг» — получает диплом с отличием. Это стало началом творческой деятельности в издательствах страны.
Всего за свою жизнь Владимир Шевченко проиллюстрировал более сотни книг, посвящённых в первую очередь военной теме — Бородинской битве, морским сражениям, Гражданской войне, Великой Отечественной и Ленинградской блокаде. На выставке «Подвигу блокадного Ленинграда посвящается» в большом зале Санкт-Петербургского Союза художников, был представлен цикл акварельных зарисовок — иллюстраций к книге Валерия Воскобойникова «Василий Васильевич», рассказывающей о подростке Василии Иванове. Во время блокады Вася, которому на начало войны исполнилось 14 лет, заменил у станка в трудную минуту старших товарищей, ушедших на фронт. Он вытачивал детали для пулемётов.
Владимир Шевченко служил не на Ленинградском фронте, но после войны по услышанным рассказам свидетелей он сумел очень чётко передать в своих рисунках сосредоточенность подростков, понимавших важность ремонта привезенных с фронта неисправных пулемётов, и взрослых ленинградцев, дежуривших во время воздушных тревог на крышах, для того чтобы тушить сброшенные врагом «зажигалки».
Работа в «Диафильме» составила большую часть творческой жизни Владимира Гавриловича. Всего было отрисовано пятьдесят диафильмов в две тысячи пятьсот рисунков.
Большая часть произведений В. Г. Шевченко адресована детям и юношеству. Самые известные из них — «Сюн и Кунг», «Бородино», «Броненосец Адмирал Ушаков», «Полководец», «Робинзон Крузо», «Затерянный мир», «Гулливер в стране Великанов», «Гулливер в стране Лилипутов» и многие другие. Рисунки к некоторым книгам приобретены музеями Москвы, Севастополя, Санкт-Петербурга.
Владимир Гаврилович создал ряд интересных работ в технике эстамп. Тема его произведений — русская воинская слава: «Отчизны верные сыны», «Боевая юность», «Великая Отечественная» и др. Художник много работал в пейзаже, в основном в миниатюрном размере.
В Музее-панораме «Бородинская битва» хранятся работы Владимира Гавриловича — иллюстрации к стихотворению М. Ю. Лермонтова «Бородино».
В Государственном музее героической обороны и освобождения Севастополя представлены работы — рисунок «Матросы у орудия» (1984 г.) и рисунок (скан) Затопление судов. Иллюстрация к книге «Матрос Кошка» (1984 г.)
В 1995 году в издательстве «Лицей» вышла детская книга «Полководец», посвященная А. В. Суворову, с иллюстрациями Владимира Гавриловича, впоследствии, серия этих рисунков вошла в коллекцию музея А. В. Суворова. В коллекции Русского музея хранится офорт «Победа! 2 мая 1945» из серии «Вставай, страна огромная» (1985), который поступил в 2014 году, в дар из Муниципального автономного образовательного учреждения дополнительного образования детей городского округа город Калининград «Детской музыкальной школы имени Д. Д. Шостаковича».

## Произведения

### Диафильмы
- Сюн и Кунг (1958)
- Строгий учитель (чёрно-белая версия) (1960)
- Строгий учитель (цветная версия) (1960)
- Восстание в тюрьме (1960)
- «Вредная» девчонка (1962)
- По следам (1962)
- Побег (1963)
- Жизнь и удивительные приключения морехода Робинзона Крузо. Часть 1 (1964)
- Жизнь и удивительные приключения морехода Робинзона Крузо. Часть 2 (1964)
- Бородино (1964)
- Командир бронепоезда (1965)
- Павлик-фанфарист (1965)
- Мики и Марко (1965)
- Гулливер в стране великанов (1966)
- Гулливер в стране лилипутов (1966)
- Охотники за динозаврами (1967)
- Затерянный мир. Часть 1 (1968)
- Затерянный мир. Часть 2 (1968)
- Затерянный мир. Часть 1 (второе издание) (1968)
- Затерянный мир. Часть 2 (второе издание) (1968)
- Призраки белого континента. Часть 1 (1969)
- Призраки белого континента. Часть 2 (1969)
- Двести фамилий (1969)
- Капитан Крокус. Часть 1 (1970)
- Капитан Крокус. Часть 2 (1970)
- Трава пахнет солнцем (1970)
- Школа. Часть 1 (1972)
- Школа. Часть 2 (1972)
- Школа. Часть 3 (1972)
- Царь зверей (1973)
- Подвиг Александра Колесникова (1974)
- Что умеют танкисты (1984)
- Как я прыгал с парашютом (1985)
- Как живёт аэродром (1986)
- Робинзон Крузо. Диафильм 1 (1988)
- Робинзон Крузо. Диафильм 2 (1988)

### Книжная графика
- Бианки В. В., Шевченко В. Г. Сюн и Кунг :Рассказ : Для дошкольного и мл. школьного возраста/ Текст В. Бианки ; Рис. В. Шевченко. — Ленинград : Детгиз. [Ленингр. отд-ние], 1962. — 24, [5] с. : ил. ; 27 см
- Лермонтов М. Ю. Бородино : стихотворение: для младшего школьного возраста/ худож.: Владимир Шевченко. — Москва : Детская литература, 2012. — 31, [1] с. : цв. ил. ; 24 см. — (Книга за книгой)
- Лермонтов, Михаил Юрьевич. Бородино : подробный иллюстрированный комментарий/ ил. В. Г. Шевченко. — Москва :Проспект, 2019. — 47 с. : цв. ил., портр. ; 26 см. — (Книга в книге).
- Сладков, Николай Иванович. Планета чудес, или Невероятные приключения путешественника Парамона / Н. И. Сладков; худож. В. Шевченко. — Ленинград : Детгиз, 1962.- 109 с. : ил., 6 л. ил. ; 23 см.
- Ивин, Михаил Ефимович. По следу Бешеной реки /худож. В. Шевченко. — Ленинград : Детская литература,1958. — 183 с. : ил. ; 21 см.
- Воскобойников В. М. Оружие для победы : документальные повести/ худож. В. Шевченко. — Санкт-Петербург : Союз писателей Санкт-Петербурга Детгиз, 2014. — 86, [1] с. : цв. ил. ; 29 см
- Дойл А. К. Затерянный мир: роман : для среднего школьного возраста/ ил. Владимира Шевченко. — Москва : НИГМА, 2014. — 252, [3] с. : цв. ил. ; 27 см. — (Серия «Страна приключений»)
- Свифт Д. Путешествия Гулливера: для младшего школьного возраста/ ил. В. Шевченко. — Санкт-Петербург : Петроглиф, 2014. — 112, [3] с. : цв. ил., портр. ; 32 см. — (В гостях у сказки)
- Гроденский, Григорий Павлович. Уральская кладовая. (По Ильменскому заповеднику)/ худож. В. Шевченко. — 2-е изд., перераб. и доп. -Ленинград : Детгиз, 1962. — 125 с.
- Мир приключений : альманах. Кн. 5-я / худож. В. Шевченко. — Л. : Детгиз, 1959.- 443 с.: цв. ил.
- Аренштейн, Александра Иосифовна. Крепости берут в бою: рассказы/ Худож. В. Шевченко. — М. : Детская литература, 1980. — 144 С.: ИЛ. — (Библиотечная серия).
- Успенский, Лев Васильевич. Павлик — фанфарист : рассказ/ худож. В. Шевченко. — 5-е изд. — Л. : Детская литература, 1981. — 17 с. :ил. — (Читаем сами).
- Фрейберг, Евгений Николаевич. Корабли атакуют с полей/ худож. В. Шевченко. — 2-е изд., доп. -Л. : Детская литература, 1972. — 127 с. : ил.
- Шиканов, Ю. А. Первогодки : повесть и рассказы/ худож. В. Шевченко. — М. : Детская литература, 1988. — 141, [2] с. : ил.
- Никольский, Борис Николаевич. Как я прыгал с парашютом/ худож. В. Шевченко. — Л. : Детская литература, 1969. — 28 С. : ил.
- Никольский, Борис Николаевич. Что умеют танкисты/ худож. В. Шевченко. — Л. : Детская литература,1972. — 29 С. : ил.
- Силаков, Александр Семенович. Смелые люди : рассказы/ рис. В.Шевченко. — Ленинград : Детгиз, 1959. — 112 с. :ил. ; 21 см.
- Шим, Эдуард Юрьевич. След на воде / рис. В.Шевченко. — Ленинград : Детгиз, 1959. — 64 с. :ил. ; 23 см.
- Тимохин, Виктор Александрович. Мы живем на Волге/ рис. В. Шевченко. — Москва : Советская Россия, 1960. — 32 с. : цв. ил. ; 28 см.
- Воскобойников, Валерий Михайлович. Оружие для Победы : документальные повести /художник Владимир Шевченко. — Санкт-Петербург : Союз писателей Санкт-Петербурга : Детгиз, 2014. — 86, [1] с. :цв. ил. ; 30 см
- Тимохин, Виктор Александрович. Мы живем на Волге/ рис. В.Шевченко. — Саратов : Приволжское книжное издательство, 1971. — 32 с. : цв. ил. ; 28 см.
- Шевченко В. Г. Владимир Шевченко: альбом к 70-летию творческой жизни художника/ сост.: В. Г. Шевченко. — Санкт-Петербург : Моби Дик, 2003. — 126, [2] с. : ил., цв. ил., портр., факс. ; 30 см. — Библиогр.: с. 123 и в тексте